# Shane Dawson
Shane Lee Yaw (7. srpnja 1988.), profesionalno znan kao Shane Dawson, američki je YouTuber, glumac, pisac, komičar, redatelj, vizažist i glazbenik. Bio je jedan od prvih ljudi koji se proslavio na stranici za dijeljenje videa, YouTubeu, i objavljuje videa do danas.
Godine 2008., kada je Dawson imao 19 godina, pridružio se YouTubeu i počeo raditi videa. Proslavio se na stranici, prikupivši više od pola milijarde pregleda do 2010. godine. Većina njegovog ranog rada sastojala se od sketcheva, gdje bi Dawson igrao izvorne likove, oponašao slavne osobe i ismijavao popularnu kulturu. Tijekom toga doba, Dawson je također imao kratkotrajnu glazbenu karijeru, objavio je 6 izvornih pjesama kao što su  "Superluv! " i brojne parodije popularnih glazbenih videozapisa. Godine 2013., inspiriran Howardom Sternom, Dawson je pokrenuo svoj podcast, Shane i Friends, koji su se radili četiri godine i proizveli 140 epizoda. Sljedeće godine Dawson je objavio svoj prvi i jedini film, Not Cool, i pojavio se na pratećoj dokumentarnoj seriji od 10 epizoda, The Chair.
U 2015. godini Dawson je započeo seriju o teorijama zavjera na YouTubeu, video seriju u kojem govori o raznim teorijama zavjere. Oni su postali neki od njegovih najgledanijih videa, uključujući i njegova mrežna serija iz 2019. godine Teorije zavjere sa Shaneom Dawsonom, koji su podijeljene u dva dijela koji su u duljini ukupno dugi oko dva sata. Krajem 2017. godine Dawson je objavio svoju prvu docu-seriju na YouTubeu u kojem se pomirio sa svojim ocem zlostavljačem. Njegove najgledanije docu-serije su o Jake Paul-u, Jeffree Star-u i TanaCon-u.
Do 2018. godine Dawson je objavio dvije knjige koje su bile među najprodavanijim knjigama po The New York Timesu, I Hate Myselfie (br. 2 za mjesece travanj i svibanj 2015. godine) i It Gets Worse (br. 1 za mjesec kolovoz 2016. godine), a njegova tri YouTube kanala su akumulirali više od 6.500.000.000 pregleda. Od 2017. godine, on održava jedan aktivni kanal, Shane, koji je jedan od 100 najpretplaćenijih YouTube kanala s 23.000.000 pretplatnika i više od 5.000.000.000 pregleda.